# 2490 Bussolini
A 2490 Bussolini (ideiglenes jelöléssel 1976 AG) a Naprendszer kisbolygóövében található aszteroida. Felix Aguilar Observatory fedezte fel 1976. január 3-án.